# Ignacy Iwańcz
Ignacy Edward Iwańcz (ur. 16 kwietnia 1939 w Lidzie, obecnie na Białorusi, zm. przed 1997) – polski działacz partyjny i państwowy, w latach 1983–1986 wicewojewoda bydgoski.

## Życiorys
Syn Aleksandra i Józefy. W 1961 wstąpił do Polskiej Zjednoczonej Partii Robotniczej, od 1964 do 1969 kierował Zarządem Miejskim Związku Młodzieży Wiejskiej. Należał do władz KZ PZPR przy Węźle Polskich Kolei Państwowych w Bydgoszczy. Od 1967 działał w Komitecie Wojewódzkim w Bydgoszczy, kolejno jako instruktor, starszy instruktor, od 1973 do 1979 kierownik wydziału ekonomicznego, a od 1977 do 1980 jako członek (zarówno w „dużym”, jak i „małym” województwie). W latach 1979–1983 pozostawał I sekretarzem Komitetu Miejskiego PZPR w Bydgoszczy, w październiku 1980 tymczasowo kierował Komitetem Wojewódzkim. Zajmował też stanowisko przewodniczącego Miejskiej Rady Narodowej. Od 27 października 1983 do 14 października 1986 zajmował stanowisko wicewojewody bydgoskiego. Następnie od 1986 był sekretarzem ds. ekonomicznych w KW w Bydgoszczy.
Był żonaty z Lucyną, dyrektor WSS Społem. W 1997 odznaczony pośmiertnie Krzyżem Komandorskim Orderu Odrodzenia Polski w uznaniu wybitnych zasług w działalności na rzecz rozwoju województwa bydgoskiego.